# Nadere Reformatie

Nadere Reformatie est un terme néerlandais qui désigne une période de l'histoire du protestantisme aux Pays-Bas, à peu près de 1600 jusqu'en 1750, pendant laquelle une partie des pasteurs et chrétiens réformés ont cherché à traduire en actes leur foi dans tous les domaines de la vie publique et privée. Le terme est le plus souvent traduit comme « seconde Réforme hollandaise » ou « Réforme supplémentaire »,.

## Historique
Les représentants de la Nadere Reformatie se sont fait connaître pour leur volonté d'appliquer rigoureusement les principes de la Réforme à leur époque dans leur vie domestique, leur église et dans tous les secteurs de la société néerlandaise. Dans son équilibre général et par la valeur qu'elle accorde à l'orthodoxie ainsi qu'à la piété personnelle, la Nadere Reformatie ressemble au puritanisme anglais et au piétisme allemand.
En fait, le puritanisme a eu une influence marquée sur la Nadere Reformatie. De nombreux livres écrits par des puritains ont été traduites en néerlandais à cette époque. En outre, beaucoup d'étudiants néerlandais ont découvert et étudié les idées puritaines au cours de séjours dans les universités anglaises.
Les deux principaux inspirateurs de la Nadere Reformatie sont un professeur, Gisbertus Voetius, et un pasteur, Wilhelmus à Brakel. Le principal ouvrage de ce dernier, de Redelijke Godsdienst (le culte raisonnable), une explication, une défense et une mise en application de la foi réformée, a été à son tour traduit en anglais.
Leurs idées se sont répandues entre autres par le biais de ce que l'on appelle des « conventicules », des rencontres de partage et de prière où l'on parlait de son expérience de foi. Ces réunions pouvaient être dirigées par des pasteurs aussi bien que par des laïcs. Au cours du XVIIIe siècle, ils ont souvent fondé de petites églises séparées.

## Personnalités marquantes
- Jean Taffin, dit l'ancien (1529-1602), pasteur et théologien wallon, , précurseur de la Nadere Reformatie par ses écrits
- William Ames (1576-1633)
- Willem Teellinck (1579-1629)
- Gisbertus Voetius (1589-1676)
- Andreas Essenius (1618-1677)
- Hermanus Witsius (1636-1708)
- Wilhelmus à Brakel (1635-1711)
- Friedrich Adolph Lampe (1683–1729), représentant tardif de la NAdere Reformatie et premier piétiste réformé.